# Tempesta meteorica
Si definisce tempesta meteorica la condizione per la quale uno sciame meteorico presenta un tasso orario zenitale (TOZ), noto anche con il termine anglosassone Zenithal Hourly Rate (ZHR), superiore a 1000.

## Leonidi: la regina delle tempeste meteoriche
Le tempeste meteoriche più spettacolari sono dovute alle Leonidi: esse sono associate alla cometa 55P/Tempel-Tuttle. Quest'ultima ha due caratteristiche da sottolineare.
La prima è il periodo di circa 33 anni: ciò spiega perché lo sciame meteorico si intensifichi appunto con tale periodicità e abbia raggiunto picchi storici nel 1799, 1833, 1866 e 1966.
La seconda è che essa ruota in senso retrogrado, ossia orario, per un osservatore che guardi dall'alto il sistema solare, a differenza della Terra che ruota con moto diretto, ossia antiorario intorno al Sole: ciò comporta che le velocità di Terra e cometa si sommino, incrementando la velocità di impatto dei detriti della cometa, con notevole aumento dello spettacolo offerto.

### La tempesta del 1833

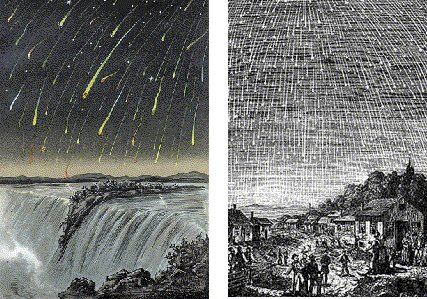
Rappresentazione artistica delle tempeste meteoriche dovute alle Leonidi del 1833 (a destra) e del 1866 (a sinistra). Si tratta di due tra le tempeste meteoriche più importanti verificatesi negli ultimi secoli.

Una delle più grandi tempeste di tutti i tempi si verificò la notte tra il 12 e il 13 novembre del 1833. Alcuni astronomi notarono, subito dopo il tramonto, un insolito numero di meteore nel cielo: ma fu il mattino successivo che destò grande impressione sull'America Nord-orientale. Durante le 4 ore che precedettero l'alba, il cielo si illuminò di meteore, stimate in migliaia al minuto, le quali nascevano tutte dalla costellazione del Leone. I giornali dell'epoca riportarono come a nessuno sfuggì lo spettacolo: se le persone non venivano svegliate dalle esclamazioni di stupore dei vicini, esse lo erano dai lampi di luce proiettati nelle buie stanze da letto dai fireball, come vengono chiamate le meteore con una luminosità superiore a quella dei pianeti e dai bolidi, come vengono chiamati i fireball ancora più luminosi che spesso esplodono nell'atmosfera.
Una delle scoperte più significative della tempesta del 1833 fu l'esatta individuazione del radiante dello sciame meteorico. Era la prima volta che un radiante veniva individuato come un punto ben preciso, piuttosto che come una direzione o addirittura una costellazione.

### La tempesta del 1866
La tempesta meteorica del 1866 si verificò come previsto, con ZHR compresi tra 2000 e 5000 all'ora. Anche nei due anni successivi si verificarono tempeste meteoriche: nel 1867, malgrado il disturbo della Luna sopra l'orizzonte, si contarono fino a 1000 meteore l'ora e anche nel 1868, grazie a un propizio cielo scuro, si raggiunse uno ZHR di 1000.
Il 19 dicembre 1865, Ernst Wilhelm Tempel scoprì un oggetto circolare vicino alla stella Beta Ursae Majoris, che fu avvistato anche da Horace Parnell Tuttle il 6 gennaio 1866: si trattava della cometa 55P/Tempel-Tuttle, responsabile delle Leonidi.

### La tempesta del 1966
Nel 1899, le attese andarono deluse: Giove aveva interferito con la traiettoria della cometa Tempel-Tuttle, spostandone la scia fuori dalla portata terrestre. Neanche nel 1932-1933 le Leonidi diedero spettacolo. Ma la mattina del 17 novembre del 1966 ci fu il grande ritorno con approssimativamente 50 meteore al secondo per circa un'ora, anche se si trattava principalmente di meteore piuttosto "pallide".

## Draconidi
Le Draconidi, note anche come Giacobinidi, sono associate alla cometa periodica 21P/Giacobini-Zinner con radiante collocato nella testa della costellazione del Dragone. Esse hanno dato vita a spettacolari tempeste meteoriche nel 1933 e 1946 con migliaia di meteore all'ora.

## Andromedidi
Le Andromedidi, note anche come Bielidi, sono associate alla cometa scomparsa 3D/Biela. Quest'ultima è famosa perché nel 1846 ricomparve divisa in due pezzi, che nel 1852 ritornarono distanziati fra loro di 2,5 milioni di chilometri per poi andare dispersi.
Esse fornirono un grande spettacolo nel 1872 e nel 1885, con 3000 e 15000 meteore all'ora rispettivamente.